# 렌 켈리
레이놀즈 조지프 "렌" 켈리(영어: Reynolds Joseph Ren" Kelly, 1899년 11월 18일~1963년 8월 24일)는 미국의 프로 야구 선수로, 포지션은 투수였다. 1923년 9월 18일에 메이저 리그 베이스볼(MLB)에서 필라델피아 애슬레틱스 소속으로 한 경기를 뛰었다. 그 경기에서 구원 투수로 7이닝을 소화하며 7안타, 4볼넷, 3실점(2자책)을 허용, 탈삼진은 한 개를 잡아냈다.
켈리는 캘리포니아주 샌프란시스코에서 태어나 자랐으며, 폴리테크닉 고등학교 재학 당시 1919년 올해의 캘리포니아 고교 선수로 선정되었다.
켈리는 미국 야구 명예의 전당에 헌액된 조지 "하이 포켓츠" 켈리의 동생이며, 1920년에 형 조지의 소속팀 뉴욕 자이언츠에서 스프링 트레이닝을 보냈다. 크리스티 매슈슨은 켈리의 신체 조건, 구종, 제구력을 마음에 들어 했지만, 켈리는 팀에 선발되지 못했다. 켈리의 삼촌 빌 랭과 사촌 리치 차일스 또한 메이저 리그 선수로 뛰었다. 켈리는 63세의 나이로 캘리포니아주 밀브레에서 숨을 거뒀으며, 시신은 캘리포니아주 산호세에 있는 오크힐 메모리얼 파크에 안장되었다.